# William A. Knowlton

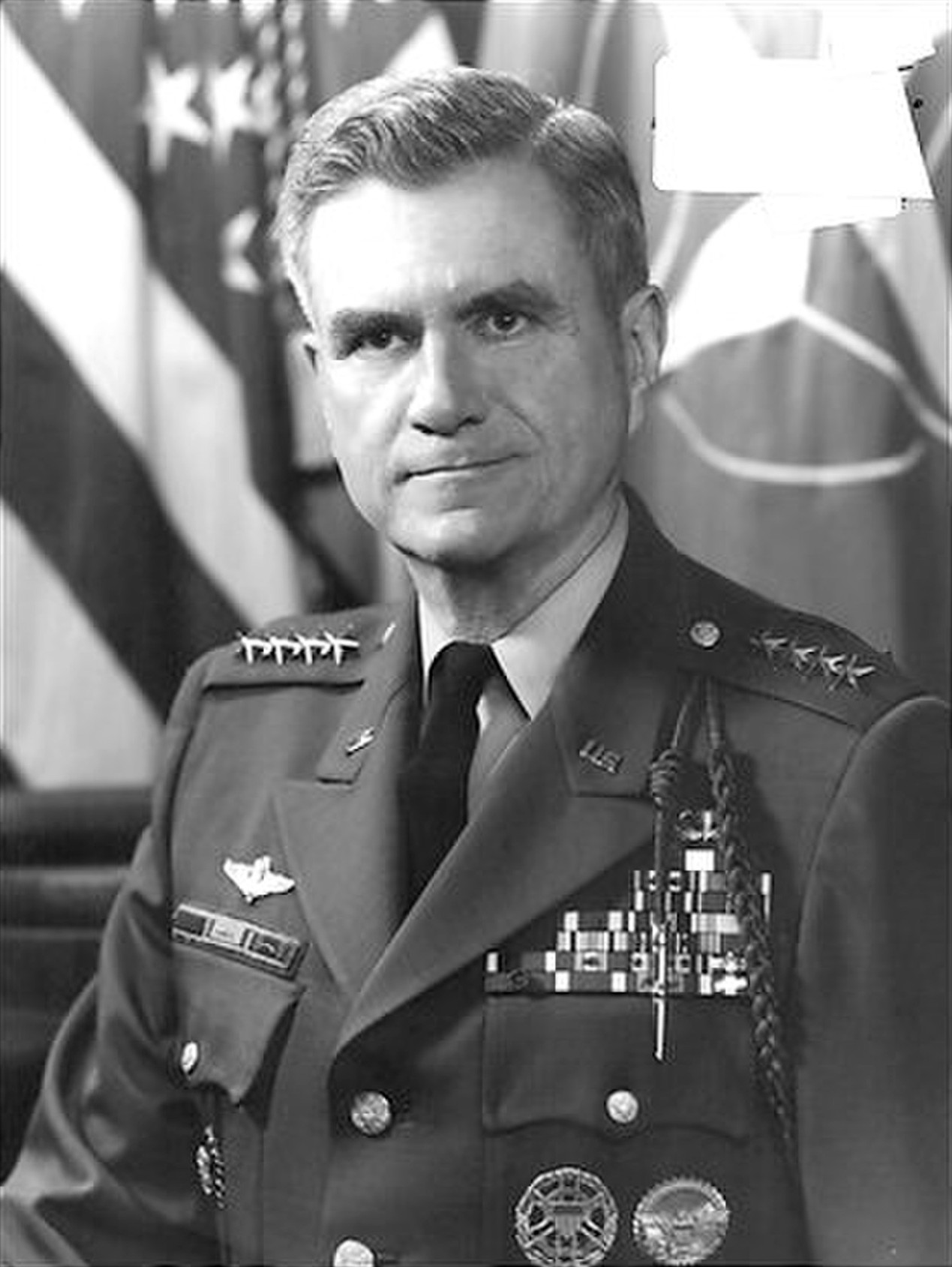
William A. Knowlton

William Allen Knowlton (* 19. Juni 1920 in Weston, Massachusetts, USA; † 10. August 2008 in Arlington, Virginia) war ein General der United States Army und Superintendent der United States Military Academy. Er gehörte der Armee über 40 Jahre lang an und diente unter anderem im Zweiten Weltkrieg, im Vietnamkrieg und im NATO-Militärausschuss. Er litt an der Parkinson-Krankheit und starb 2008 an einer Hirnblutung nach einem Sturz.

## Herkunft und Familie
Der deutsche Großvater Knowltons (mütterlicherseits) war Philipp Heinrich August Ries (* 11. Juni 1841 in Helmarshausen, Landkreis Kassel).  Er emigrierte 1857 in die Vereinigten Staaten. Er trat 1858 in die Armee, in der er mit kurzer Unterbrechung bis 1890 diente. Er starb 1913 bei Boston.
Knowlton war der Sohn von Frank Warren Knowlton und Isabelle Grady geb. Riese. Er war bis zu seinem Tod mit Marjorie Adams geb. Downey (Peggy) verheiratet und hatte die Tochter Hollister (Holly) und die drei Söhne William Allen Knowlton Jr., Davis Downey Knowlton und Timothy Riese Knowlton. Holly machte einen Abschluss am Dickinson College. Sie heiratete den späteren General David Petraeus zwei Monate nach dem Ende seiner Ausbildung an der United States Military Academy. Zu diesem Zeitpunkt war Knowlton bereits Superintendent an der Akademie.

## Militärische Karriere
Knowlton wurde im Januar 1943 als 2nd. Lieutenant der amerikanischen gepanzerten Kavallerie zugeteilt, nachdem er seinen Abschluss an der Akademie in West Point gemacht hatte. Er war während des Zweiten Weltkriegs Angehöriger der 7. US-Panzerdivision und führte in Frankreich einen Zug. Beim Kriegsende in Südmecklenburg führte er einen Aufklärungstrupp, der mit Gerhard Gerigk durch die deutschen Linien in der mecklenburgischen Stadt Lübz zur Roten Armee fand. Für dieses erfolgreiche Kommandounternehmen erhielt er den Silver Star.
Nach dem Krieg bekleidete er diverse Positionen im Militärdienst und machte 1955 einen Abschluss am Command and General Staff College. Im Anschluss wurde er der Abteilung für Sozialwissenschaften an der Akademie in West Point zugeteilt und arbeitete dort als Dozent. Zeitgleich studierte er Politikwissenschaften an der Columbia University und schloss sein Studium 1957 mit einem Master ab. Danach erhielt er das Kommando über ein Bataillon des 3. Gepanzerten US-Kavallerieregiments und schrieb sich am United States Army War College ein, wo er ebenfalls erfolgreich einen Abschluss machte. Bevor er eine Brigade in Fort Knox befehligte, war er Militärattaché in Tunis.
Nach seiner Rückkehr aus Tunis wurde er im Verteidigungsministerium im Büro des Chief of Staff of the Army und später im Büro des Verteidigungsministers eingesetzt. Zweimal war er in Vietnam, wo er das amerikanische Befriedungsprogramm CORDS für General William Westmoreland leitete und als stellvertretender Befehlshaber der 9. US-Infanteriedivision diente.
Im Anschluss an seine Zeit in Vietnam diente er als Direktor des Generalstabs der US-Armee und wurde am 23. März 1970 der 49. Superintendent der United States Military Academy in West Point, New York. Dieses Amt behielt er bis 1974, was bis dahin die längste Amtszeit auf dieser Position war. Im letzten Jahr seiner Amtsperiode bestätigte der United States Supreme Court als Reaktion auf die Klagen von zwei Kadetten das Recht der Akademie, den Ehrenkodex anzuwenden.
Darauf folgend wurde er zum Stabschef des United States European Command ernannt. Mit der Beförderung zum General übernahm er 1976 das Kommando der alliierten Bodentruppen in Südosteuropa und beendete seine militärische Karriere 1980 als Repräsentant der Vereinigten Staaten im Militärausschuss der NATO und als zweithöchster 4-Sterne General der amerikanischen Streitkräfte.

## Auszeichnungen
Auswahl der Dekorationen, sortiert in Anlehnung der Order of Precedence of Military Awards:
- Defense Distinguished Service Medal
- Army Distinguished Service Medal (3 ×)
- Silver Star
- Legion of Merit
- Distinguished Flying Cross
- Bronze Star
- Air Medal (10 ×)
- Großes Verdienstkreuz mit Stern des Verdienstordens der Bundesrepublik Deutschland
- Mitglied der französischen Ehrenlegion (Ausprägung unbekannt)

## Tätigkeiten nach dem Militärdienst
In seinem Ruhestand war Knowlton 15 Jahre lang Senior Fellow an der National Defense University und lehrte am Joint Forces Staff College in Norfolk, Virginia. Außerdem war er Berater für die Defense Nuclear Agency und Mitglied des Defense Intelligence Agency Science and Technology Advisory Board.
Darüber hinaus war er Direktor der Chubb Corporation sowie Verwalter (Trustee) des Davis & Elkins College in West Virginia.